# Il tastomatto
Il tastomatto è stato un varietà televisivo del sabato sera andato in onda su Rai 1 dal 12 gennaio al 9 marzo 1985. Autori del programma erano Silvano Ambrogi, Pippo Franco, Franco Molè, Enzo Trapani. La trasmissione ha vinto un Telegatto, tra le "migliori trasmissioni di varietà".

## Descrizione
La formula del programma si basava sullo zapping che diventava spettacolo. Il grido di battaglia che Pippo Franco rivolgeva al pubblico era: «Lasciate il telecomando che i canali ve li cambiamo noi». Il regista, Enzo Trapani, costruisce illusoriamente tutto un palinsesto all'interno dello spettacolo (telegiornali, pubblicità, sceneggiati, balletti, quiz) di una finta piccola emittente, Telepower, gestita da Romina Power e dallo scienziato pazzo, lo stesso Pippo Franco.
In quattro delle otto puntate intervenivano Al Bano e Romina Power. Presenza fissa del varietà fu la cantante Amii Stewart, nelle inedite vesti, oltre che di cantante, anche di ballerina, e gli attori Arnoldo Foà e Martine Brochard. La sigla del programma era il brano Fuffi Fuffi, cantato da Pippo Franco, mai pubblicata a 45 giri, fu inclusa nell'album Pippo Mix.
Questo programma segnò il debutto televisivo del Trio Lopez-Marchesini-Solenghi che si produceva in parodie di spot televisivi, telenovelas, quiz e TG. Da segnalare inoltre la presenza, nel corpo di ballo, di una giovane e allora sconosciuta Lorella Cuccarini. 